# Yuki Morikawa
Yuki Morikawa (født 7. januar 1993) er en japansk fodboldspiller, som spiller for den japanske fodboldklub Kamatamare Sanuki.